# Palestinska osvobodilna organizacija
Palestinska osvobodilna organizacija (POO; arabsko منظمة التحرير الفلسطينية, lat. Munaẓẓamat at-Taḥrīr al-Filasṭīniyyah; pogosto znana po angleški kratici PLO) je palestinska nacionalistična koalicija, ki je mednarodno priznana kot uradni predstavnik palestinskega ljudstva. Ustanovljena je bila leta 1964 in si je sprva prizadevala za vzpostavitev arabske države na celotnem ozemlju nekdanjega Britanskega mandata za Palestino in zagovarjala odpravo države Izrael. Leta 1993 je POO s sporazumom iz Osla I priznala izraelsko suverenost in si zdaj samo prizadeva za arabsko državnost na palestinskih ozemljih (Zahodni breg in Gaza), ki jih je Izrael vojaško zasedel med arabsko-izraelsko vojno leta 1967.
Sedež ima v mestu Al-Bireh na Zahodnem bregu. Kot uradno priznana vlada de jure države Palestine od leta 1974 uživa status opazovalke Združenih narodov. Pred sporazumi iz Osla so militantna krila POO odkrito izvajala nasilna dejanja proti izraelskim civilistom, tako v Izraelu kot zunaj njega. ZDA so POO leta 1987 označile za teroristično skupino, vseeno pa je predsedniška opustitev dovoljevala stike med ZDA in POO od leta 1988. Pogajanja, pri katerih so posredovale ZDA, med izraelsko vlado in POO leta 1993 (sporazum Oslo I) so privedla do tega, da je POO priznala pravico Izraela do obstoja v miru in sprejela resolucijo Varnostnega sveta Združenih narodov 242, Izrael pa je priznal POO kot legitimno oblast, ki zastopa palestinsko ljudstvo. Kljub pismom o medsebojnem priznanju med Izraelom in POO, v katerih se je voditelj POO Jaser Arafat odrekel "terorizmu in drugim nasilnim dejanjem" proti Izraelu, je POO še naprej sodelovala v militantnih dejavnostih, zlasti med drugo intifado (2000–2005). 29. oktobra 2018 je Centralni svet POO začasno prekinil palestinsko priznanje Izraela in nato ustavil vse oblike varnostnega in gospodarskega sodelovanja z izraelskimi oblastmi.